# Джонс-Янг, Кэролин
Кэролин Джонс-Янг (англ. Carolyn Jones-Young; род. 29 июля 1969 года в Бей-Спрингс, Миссисипи) — американская профессиональная баскетболистка, выступавшая в женской национальной баскетбольной ассоциации. Была выбрана на драфте ВНБА 1999 года в четвёртом раунде под сорок вторым номером командой «Нью-Йорк Либерти». Играла на позиции атакующего защитника.

## Ранние годы
Кэролин Джонс-Янг родилась 29 июля 1969 года в городе Бей-Спрингс (штат Миссисипи), а выросла немного южнее, в городе Лорел, где посещала среднюю школу Уэст-Джонс, в которой играла за местную баскетбольную команду.